# Baksary (wieś)
Baksary (ros. Баксары) – wieś (dieriewnia) w Rosji, w obwodzie kurgańskim, w rejonie lebiażjewskim. W 2010 liczyła 61 mieszkańców.